# Franz Graf (Künstler, 1954)
Franz Graf (* 22. Juli 1954 in Tulln) ist ein österreichischer Konzeptkünstler. In seinen Arbeiten kombiniert er Zeichnung, Fotografie und Installationen.

## Leben
Graf studierte an der Wiener Universität für angewandte Kunst bei Oswald Oberhuber und arbeitete von 1979 bis 1984 eng mit Brigitte Kowanz zusammen. Von 1997 bis 2006 hatte er eine Gastprofessur an der Wiener Akademie der bildenden Künste.
Franz Graf ist Mitglied der Vereinigung Bildender KünstlerInnen der Wiener Secession.
2012 gestaltete er für die Passage, die den Wiener Hauptbahnhof mit S-Bahn-Station und U1-Station verbindet eine permanente Installation mit dem Titel „SUED“, vier Wandbilder, die als Digitaldruck auf Glas ausgeführt wurden.

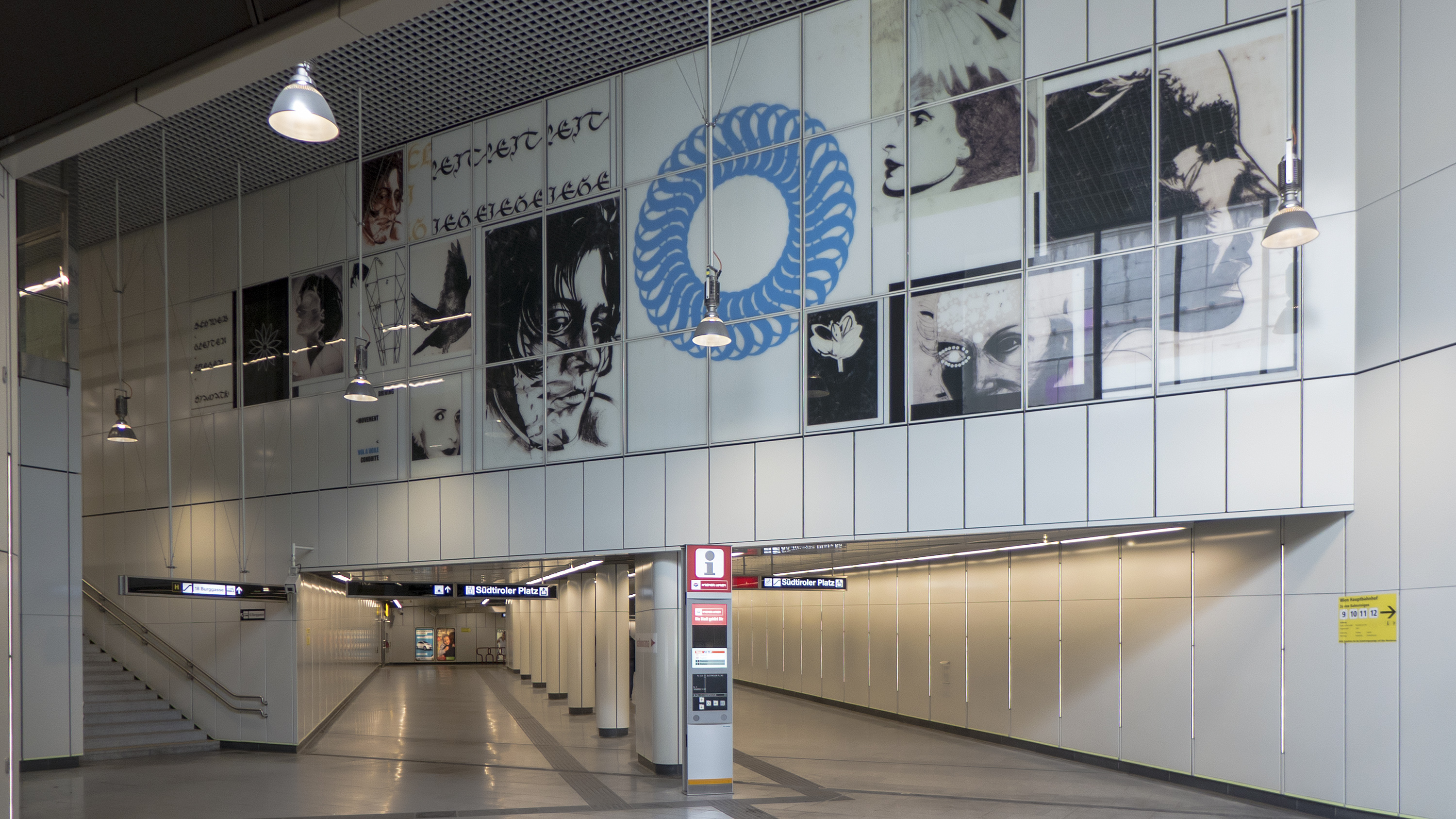
Installation SUED
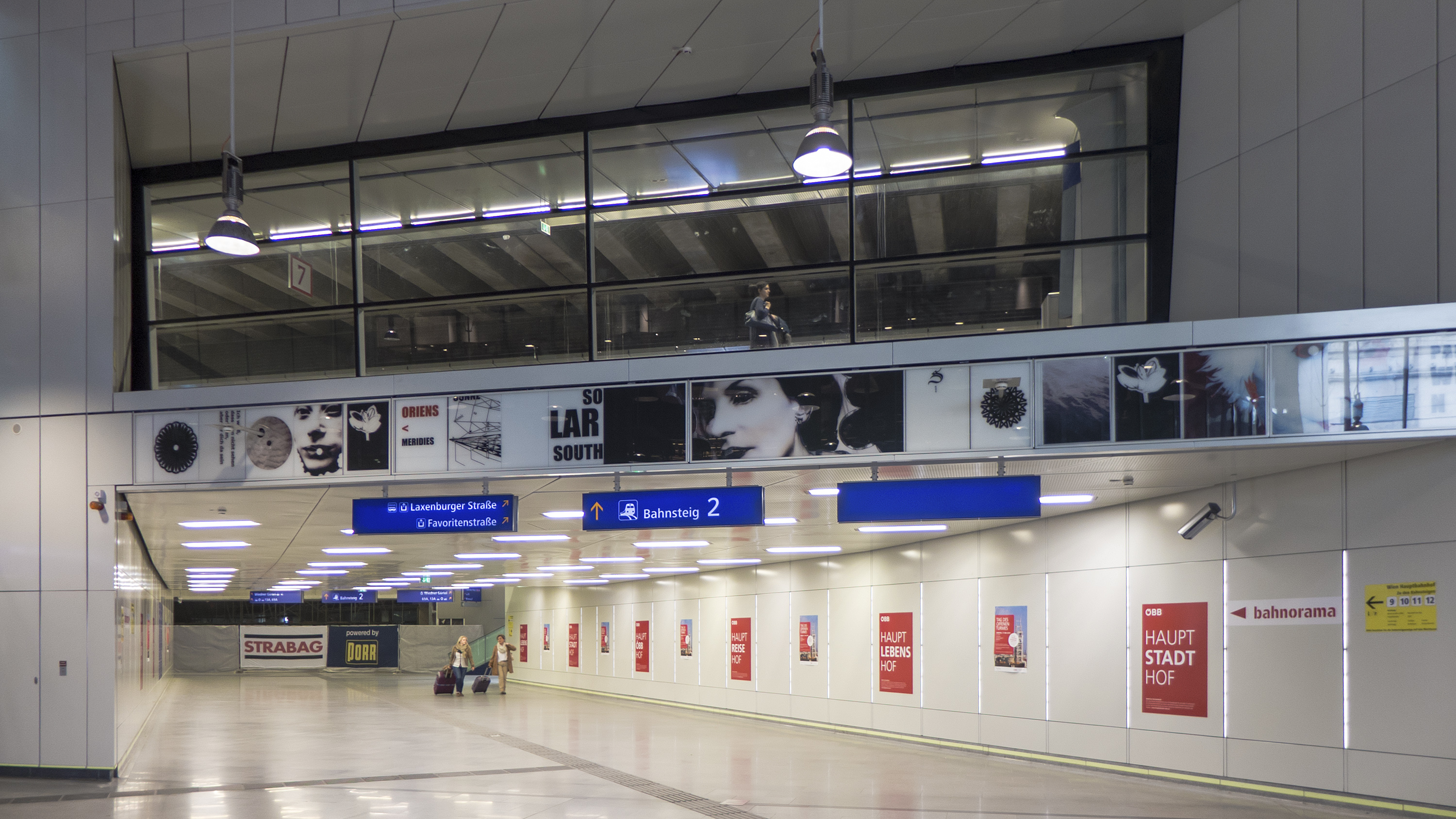
Installation SUED
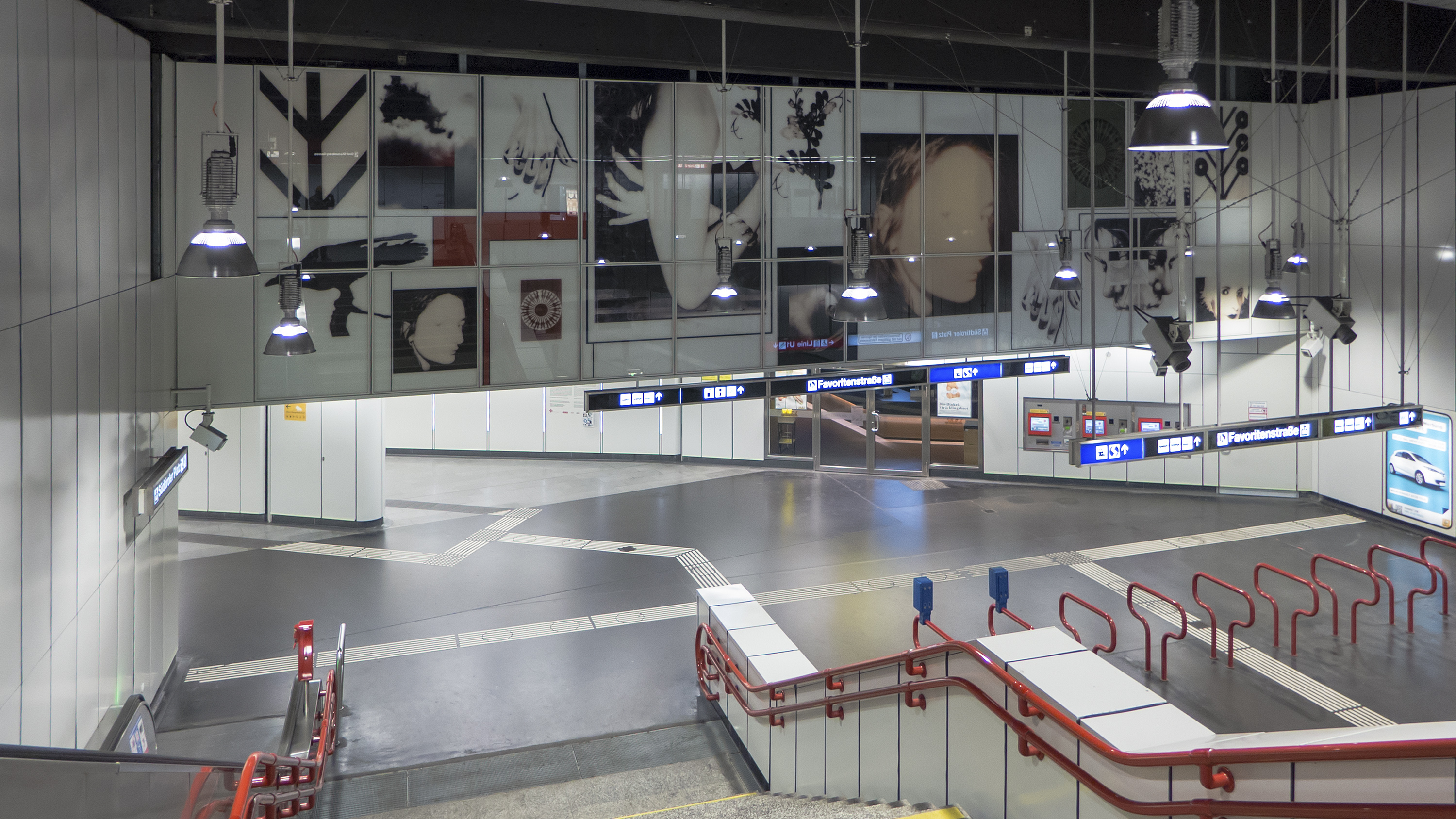
Installation SUED
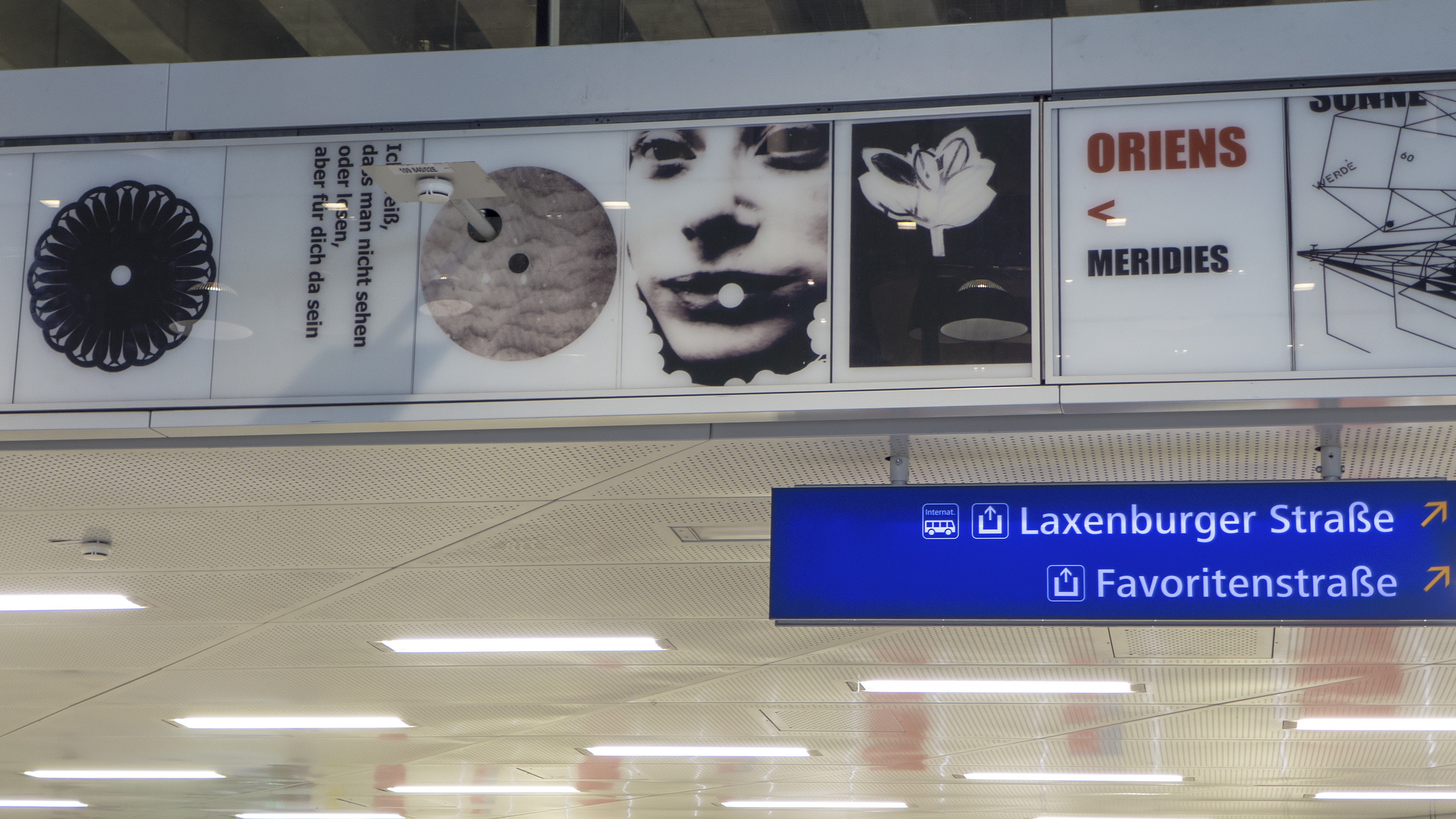
Installation SUED, Detail

## Auszeichnungen
- 1990 Preis der Stadt Wien für Bildende Kunst
- 2000 Niederösterreichischer Kulturpreis[7]
- 2010 Österreichischer Kunstpreis für Bildende Kunst

## Werke (Auswahl)

### Printmedien
- Schwarz Heute Jetzt Habe Dass Schon Fast Vergessen, Verlag für moderne Kunst Nürnberg, 2010[8]
- Siehe was Dich sieht / see what sees you, Galerie Krinzinger, Wien, 2014

### Tonträger
- Jahresgabe 1988, LP mit Johanna Arneth, 1988, Kunstverein für die Rheinlande und Westfalen
- And day is breaking and night is falling, LP mit Johanna Arneth, 1989, Galerie Metropol
- 111996, CD, 1969, Franz Graf
- 1998, CD mit Gilbert Bretterbauer, 1998, Franz Graf
- Derr Schrecken jedoch vermeerte mein Interesse, DoCD & DVD mit Sigtryggur Berg Sigmarsson, 2013, BAWAG Contemporary
- 46 B2-1/5 0 1/2GV, LP mit Mama Baer und Kommissar Hjuler, 2021, Psych.KG
- Sitzplatzzwang und Anschnallpflicht, Do7inch mit Mama Baer und Kommissar Hjuler, 2021.
- Ohne Beteiligung von Arwen Gold, Do7inch mit Mama Baer und Kommissar Hjuler und Mert Akyürek, 2022.
- Spr_che / Str_fe, 8inch mit Gerhard Laber, Mama Baer und Kommissar Hjuler, 2022.
- The inevitable Krystal „Belle“ Boyd Magazine, 5inch/Magazin mit Mama Baer und Kommissar Hjuler und Mert Akyürek, 2023.